# Киркор, Адам Гоноры
Адам Гоно́рий (Гоноры) Киркор (пол. Adam Honory Kirkor, бел. Адам Ганоры Кіркор, лит. Adomas Honoris Kirkoras, Адам Карлович Киркор; 21 января 1818 или 21 января 1819, Сливино, Мстиславского уезда Могилёвской губернии (ныне Смоленской области) — 23 ноября 1886, Краков) — археолог, литератор и издатель, исследователь литовских и белорусских древностей.

## Ранние годы
Родился в небогатой шляхетской семье с дальними татарскими корнями. Окончил Виленский дворянский институт в 1838 году. Дебютировал в печати рассказами «Смерть поэта», «Прут» и статьёй «Остатки языческих обыкновений в Белоруссии» в сборнике «Опыты в русской словесности воспитанников гимназий белорусского учебного округа» (Вильно, 1839). Впоследствии пользовался иногда псевдонимами Jan ze Śliwina, Иван Сливов. Служил в казённой палате (1838—1864). С 1849 — член губернского статистического комитета.

## Редактор и издатель
Редактировал ежегодные «Памятные книжки Виленской губернии» на русском языке (1850—1854) со статьями (его самого, в частности) по краеведению, истории, этнографии Литвы. На польском языке издал сборник „Radegast“ (1843) при участии Ю. И. Крашевского и М. Грабовского, позднее сборник в трёх книгах „Pamiętniki umysłowe“ (1845—1846). Большую роль в консолидации литературных и культурных сил Литвы играл издаваемый им альманах „Teka Wileńska“. В 1857—1858 годах вышло шесть книг. Власти, которые не выдавали разрешения на выпуск периодического издания, усмотрели нарушение в регулярно выходящем альманахе, и запретили его издавать. Чтобы рассчитаться с подписчиками и вместе с тем опубликовать собранные материалы, Киркор издал две книги „Pismo Zbiorowe Wileńskie“ (1859, 1862). „Teka Wileńska“ и „Pismo Zbiorowe Wileńskie“ содержали поэзию, прозу, переводы, научные и публицистические статьи.
В 1859 году Киркор стал владельцем типографии и основал издательство, печатающее преимущественно научную и просветительскую литературу на польском, русском, литовском языках, а также редактируемую им газету на русском и польском языках «Виленский вестник». В эти годы он дал приют в своём доме юному Адольфу Пашковскому, который потерял отца; у Киркора собиралась практически вся местная интеллигенция и время проведенное там А. Пашковским, имело большое влияние на его становление как личности.

## Виленская археологическая комиссия
С 1855 года состоял действительным членом Виленской археологической комиссии, подготовил и издал каталог Музея древностей. В типографии Завадского был напечатан сборник «В память пребывания государя императора Александра II в Вильне 6 и 7 сентября 1858 года» (1858). В сборник вошла статья Киркора «Историко-статистические очерки г. Вильно», верноподданническое стихотворение А. Э. Одынца «Przyjdź Królewstwo Boże», статья М. Малиновского «La Lithuanie depuis l’avenement au trône de sa majesté l’empereur Alexandre II»; в части тиража стихотворения В. Коротынского на белорусском и М. Акелайтиса на литовском, приветствующие императора от имени крестьян. Роскошно изданный сборник был вручён царю во время посещения виленского Музея древностей вместе с просьбой о покровительстве наследника престола, цесаревича и великого князя Николая Александровича. Издание, названное «Виленским альбомом», вызвало у польской эмиграции в Париже обвинения Киркора и его окружения в предательстве.
С конца 1850-х гг. заметную роль в культурной жизни Вильны играл салон Киркора: в его доме еженедельно собиралась местная интеллигенция, поэты, музыканты, учёные, сотрудники редактируемой им газеты на русском и польском языках «Виленский вестник».

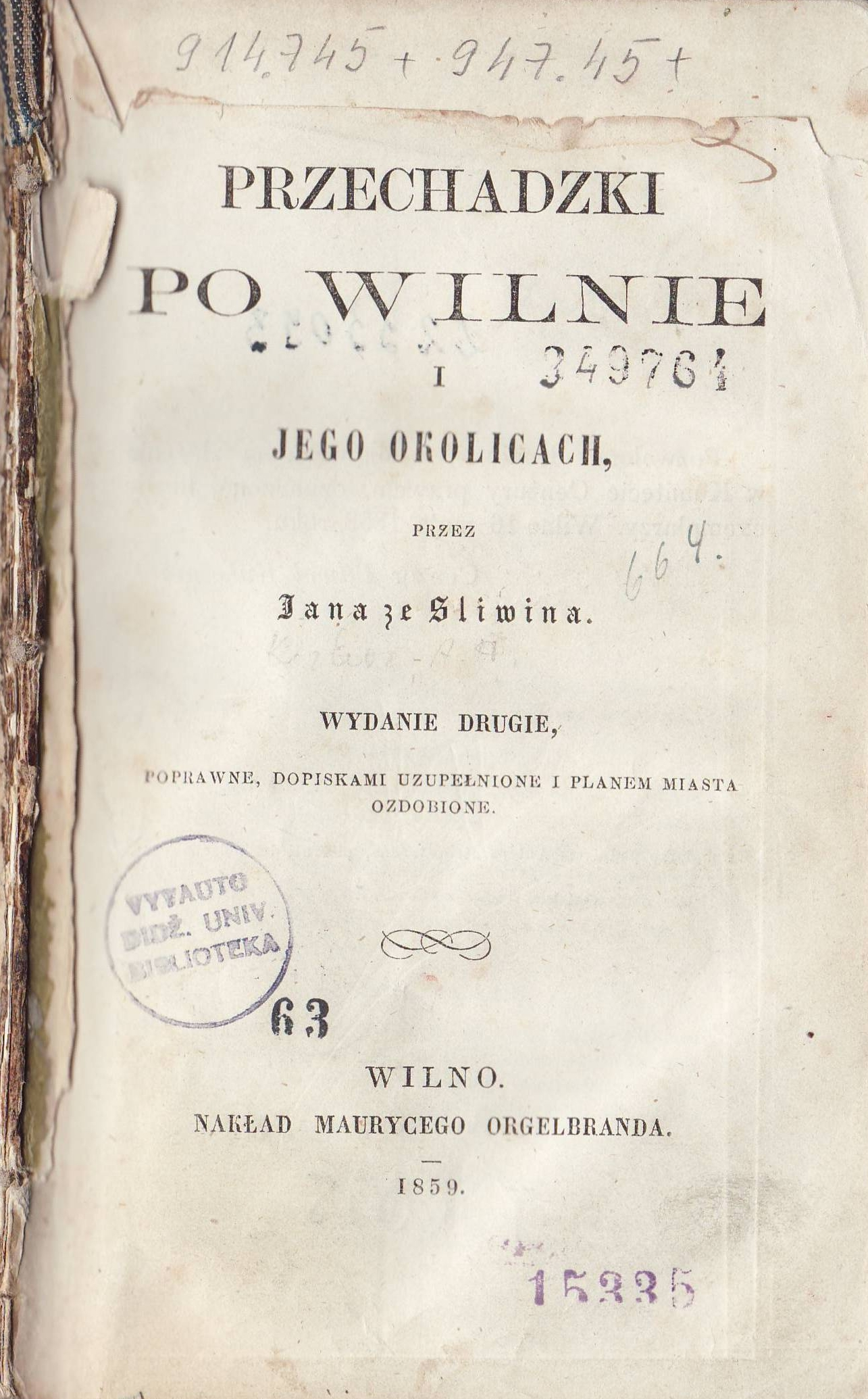
Przechadzki po Wilnie i jego okolicach. Wyganie drugie, poprawione, dopiskami uzupełnione i planem miasta ozdobione. Wilno, 1859. Титульная страница
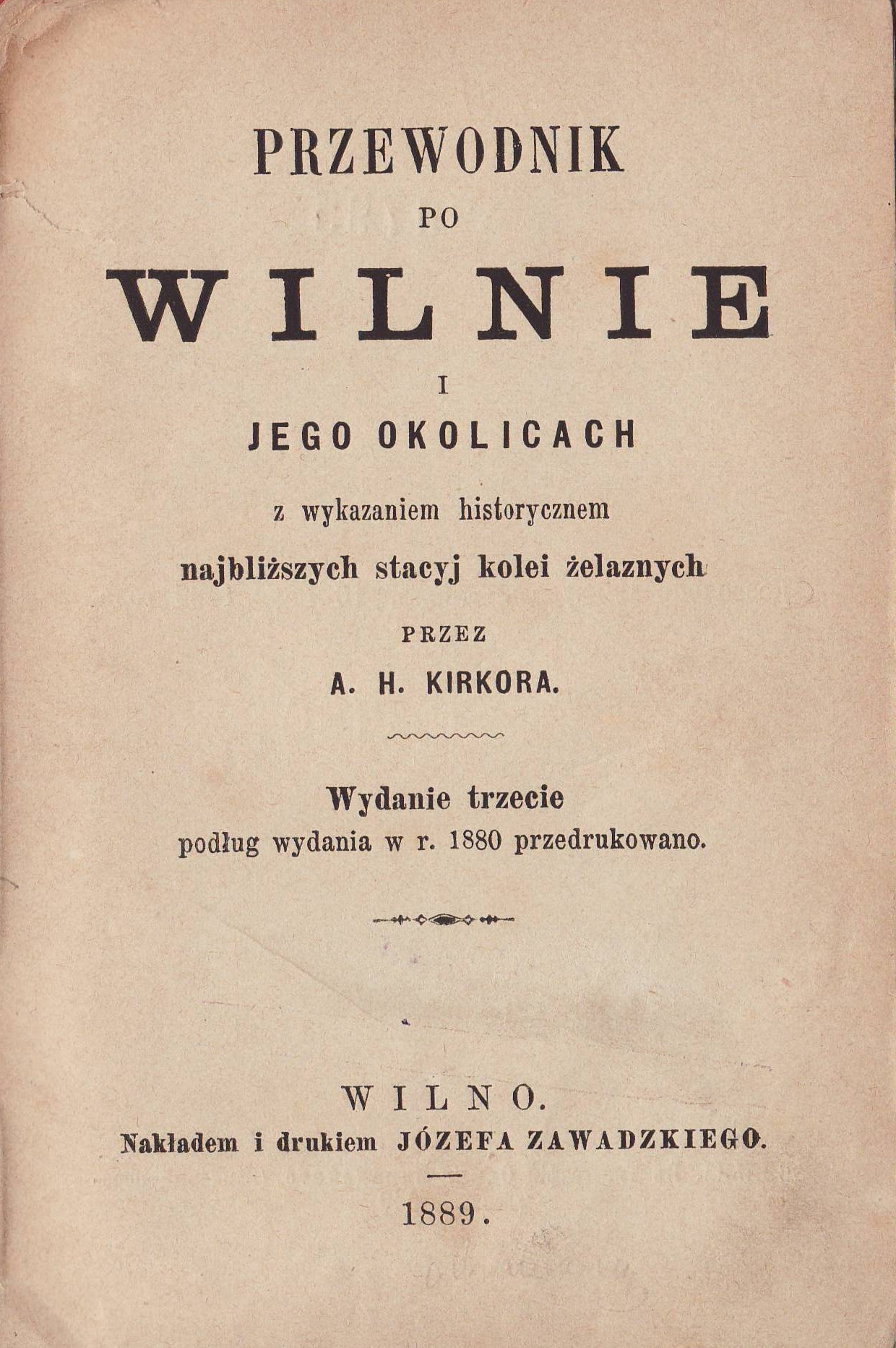
Przewodnik po Wilnie i jego okolicach z wykazaniem najbliższych stacyj kolei żelaznych. Wydanie trzecie podług wydania w r. 1880 przedrukowano. Wilno, 1889. Титульная страница

## Сочинения
Киркор — автор первого путеводителя по Вильне „Przechadzki po Wilnie i jego okolicach“ («Прогулки по Вильне и её окрестностям»; 1856; 1859; литовский перевод „Pasivaikščiojimai po Vilnių ir jo apylinkės“, 1991). В 1864 году по распоряжению главного начальника края М. Н. Муравьёва путеводитель вышел на русском языке, переработанный в «Указатель города Вильны». Переработанный вариант путеводителя на польском языке „Przewodnik po Wilnie i jego okolicach z wykazaniem najbliższych stacyj kolei żelaznych“ («Путеводитель по Вильне и её окрестностям с указанием ближайших железнодорожных станций») вышел в 1880 году и затем несколько раз переиздавался.
На русском языке Киркор писал статьи по истории, этнографии, археологии Литвы и Беларуси для изданий различных ведомств и учёных обществ России («Журнал Министерства внутренних дел», «Вестник императорского Русского географического общества», «Известия императорского Русского археологического общества» и др.).

## Финал виленской эпохи
При М. Н. Муравьёве Киркор сначала пользовался некоторым доверием генерал-губернатора и его окружения. В течение 1863 года он редактировал еженедельный «Виленский полицейский листок», продолжал редактировать «Виленский вестник» (с 1864 года только на русском). Однако его лояльность представлялась Муравьёву и его единомышленникам, в особенности же новому генерал-губернатору К. П. фон Кауфману, всё более недостаточной. В результате Киркор перебрался в Санкт-Петербург, где при содействии известного книгоиздателя М. О. Вольфа добился возможности издавать газету «Новое время» (1868). Газета должна была служить взаимному сближению польского и русского общества, тем самым — нормализации положения в Литве. Демократическая русская печать восприняла газету как пополнение в лагере реакционной периодики; консервативная печать обвиняла «Новое время» в антирусской ориентации.

## Поздние годы

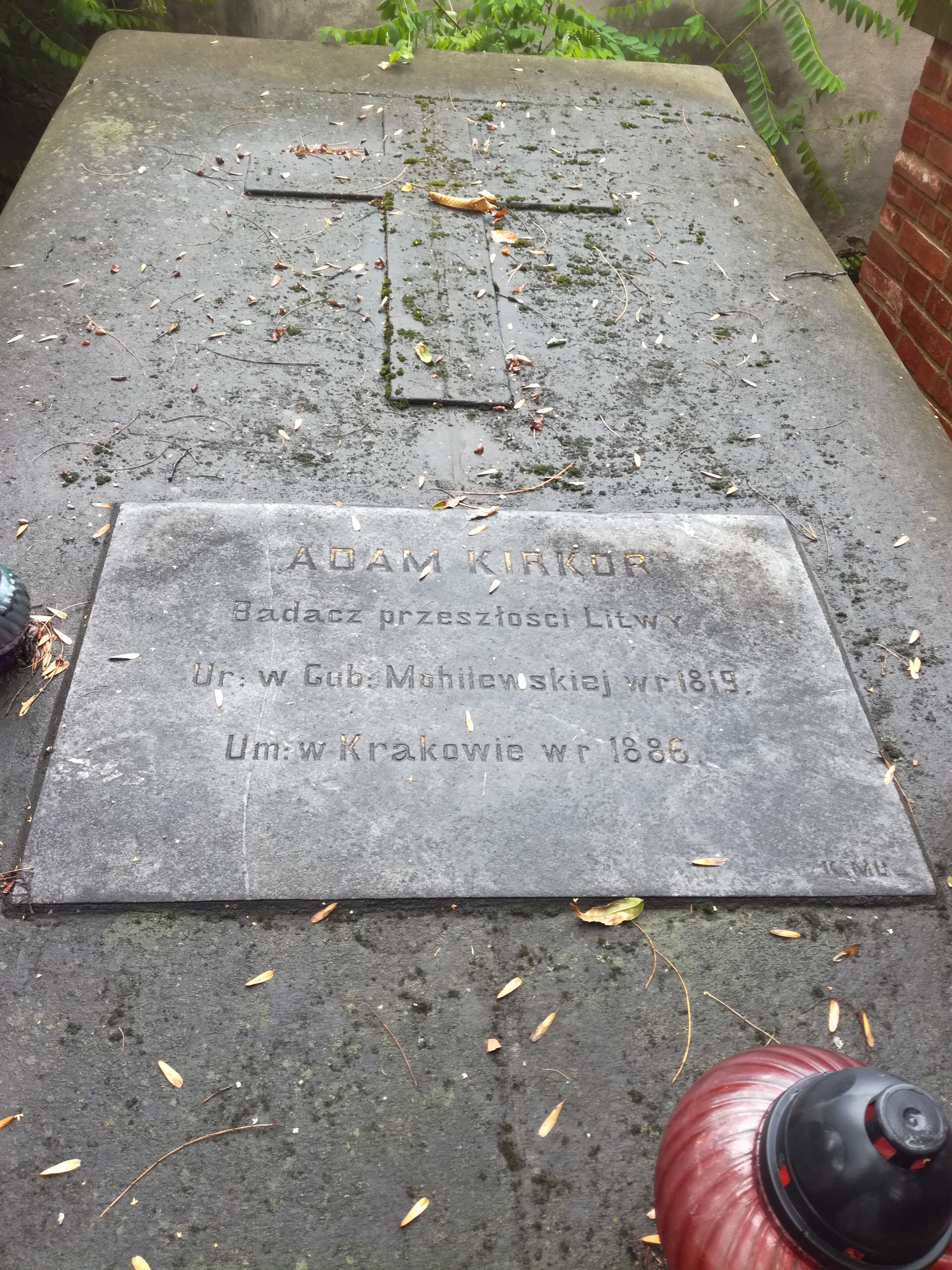
Могила Адама Киркора на кладбище в Кракове

С 1871 года Киркор, объявленный банкротом, был вынужден жить в Кракове (входил в состав Австро-Венгрии). Продолжал издавать литературно-научные альманахи, вести раскопки, читать и издавать лекции по археологии и литературе, в том числе о братских славянских литературах, включая русскую. В российских журналах появлялись его статьи и заметки. В 1879—1884 годах Вольф под общим заглавием «Живописная Россия» издал серию объёмистых томов иллюстрированных описаний российских регионов. Третий том, посвященный Литве и Беларуси (1882; репринт в Беларуси, 1993; литовский перевод, 1995), составили большей частью очерки Киркора по истории, народной и высокой культуре, краеведению Литвы и Белоруссии, с характеристиками литовского языка и мифологии.
Адам Гоноры Киркор умер в Кракове и был похоронен на городском кладбище.